# Clube Desportivo de Paço de Arcos
Il Clube Desportivo de Paço de Arcos è un club di hockey su pista avente sede a Paço de Arcos, una freguesia della città di Oeiras.
Nella sua storia ha vinto in ambito nazionale otto campionati nazionali. In ambito internazionale vanta una Coppa CERS/WSE.
La squadra disputa le proprie gare interne presso il Pavilhão Gimnodesportivo, a Paço de Arcos.

## Palmarès

### Competizioni nazionali
8 trofei
- Campionato portoghese: 8

1942, 1944, 1945, 1946, 1947, 1948, 1953, 1955

### Competizioni internazionali
1 trofeo
- Coppa CERS/WSE: 1

1999-2000

## Statistiche

### Partecipazioni ai campionati
| Livello | Categoria  | Partecipazioni | Debutto | Ultima stagione |
| ------- | ---------- | -------------- | ------- | --------------- |
| 1º      | 1ª Divisão | 76             | 1939    | 2022-2023       |
| 2º      | 2ª Divisão | 7              | 1979    | 2020-2021       |

### Partecipazioni alla coppe nazionali
| Competizione              | Partecipazioni | Debutto | Ultima stagione |
| ------------------------- | -------------- | ------- | --------------- |
| Coppa del Portogallo      | 49             | 1963    | 2022-2023       |
| Elite Cup                 | 2              | 2018    | 2019            |
| Supercoppa del Portogallo | 1              | 1989    | 1989            |

### Partecipazioni alla coppe internazionali
| Competizione                                 | Partecipazioni | Debutto   | Ultima stagione |
| -------------------------------------------- | -------------- | --------- | --------------- |
| Coppa CERS/WSE                               | 7              | 1987-1988 | 2004-2005       |
| Coppa delle Coppe                            | 2              | 1989-1990 | 1995-1996       |
| Coppa dei Campioni/Champions League/Eurolega | 1              | 1998-1999 | 1998-1999       |
| Supercoppa d'Europa/Coppa Continentale       | 1              | 2000-2001 | 2000-2001       |

### Annotazioni
1. 1 2 3  Posizione in classifica e/o turno al momento dell'interruzione delle varie competizioni nella stagione 2019-2020 e 2020-2021 a causa del diffondersi della pandemia di COVID-19 in Europa

### Fonti
1. ↑   Storia del CDPA, su cdpa.pt.
2. ↑  Il campionato nazionale non venne disputato perché la Direzione Generale dello Sport dichiarò che mancavano i mezzi logistici e finanziari per organizzare una competizione nazionale.
3. ↑  Il campionato nazionale non venne disputato perché le squadre delle federazioni regionali di Braga, Porto, Coimbra, Leiria, Azzorre e Lourenço Marques si rifiutarono di per organizzare una competizione nazionale.
4. ↑  Riparte dalla 2ª Divisão.